# Лагуна (лодка)
«Лагу́на» — универсальная стеклопластиковая маломерная лодка.
Прототипом для неё, а впоследствии и для швертбота «Лагуна-Комби» послужила лодка «Пионер». Производится компанией-разработчиком («Курс») и несколькими другими российскими компаниями по франшизе.
Лодка имеет широкий, высокобортный, вместительный корпус, предназначена для прогулок, водного туризма, охоты, рыбной ловли и занятий греблей на реках, в прибрежной зоне озёр, водохранилищ, рассчитана на выход в плавание двух—трёх человек.
Непотопляемость лодки обеспечена носовым и кормовым отсеками, заполненными пенопластом. Глубокие выраженные скулы превращают днище в тримаран, обеспечивая высокую поперечную остойчивость. Благодаря этому, лодка вполне безопасна для перемещения по ней пассажиров и для рыбалки, стоя в заброс. В носовой части лодки организовано углубление для якоря и линя.
Эксплуатировать лодку можно как с веслами, так и с подвесным мотором. Допускается установка подвесного двигателя до 4 л. с. Лодку можно перевозить на крыше легкового автомобиля.
На базе лодки «Лагуна» создана моторно-гребная «непотопляйка» с пристёгивающимися к корпусу баллонами.
| Технические характеристики        | Показатели    |
| --------------------------------- | ------------- |
| Длина габаритная, м               | 3,52          |
| Ширина габаритная, м              | 1,35          |
| Высота борта нос/мидель, м        | 0,57/0,44     |
| Пассажировместимость, чел.        | 3             |
| Вес, кг                           | 63            |
| Мощность подвесного мотора, л. с. | 4             |
| Материал корпуса                  | стеклопластик |